# ネガポジ ニュージャパニーズ
『ネガポジ ニュージャパニーズ』は、日本テレビで2021年12月29日の23:59 - 翌0:29に放送されたバラエティ番組である。

## 出演者

### MC
- ニューヨーク（嶋佐和也・屋敷裕政）

### パネラー
- アンミカ
- 戸塚純貴
- 本田仁美 (AKB48)

### ナレーション
- 鈴木もぐら（空気階段）

## ネット局
| 放送対象地域   | 放送局                    | 系列           | 放送日時                    | 遅れ       |
| -------------- | ------------------------- | -------------- | --------------------------- | ---------- |
| 関東広域圏     | 日本テレビ（NTV）         | 日本テレビ系列 | 2021年12月29日 23:59 - 0:29 | 製作局     |
| 青森県         | 青森放送（RAB）           | 日本テレビ系列 | 2021年12月29日 23:59 - 0:29 | 同時ネット |
| 岩手県         | テレビ岩手（TVI）         | 日本テレビ系列 | 2021年12月29日 23:59 - 0:29 | 同時ネット |
| 秋田県         | 秋田放送（ABS）           | 日本テレビ系列 | 2021年12月29日 23:59 - 0:29 | 同時ネット |
| 長野県         | テレビ信州（TSB）         | 日本テレビ系列 | 2021年12月29日 23:59 - 0:29 | 同時ネット |
| 静岡県         | 静岡第一テレビ（SDT）     | 日本テレビ系列 | 2021年12月29日 23:59 - 0:29 | 同時ネット |
| 富山県         | 北日本放送（KNB）         | 日本テレビ系列 | 2021年12月29日 23:59 - 0:29 | 同時ネット |
| 石川県         | テレビ金沢（KTK）         | 日本テレビ系列 | 2021年12月29日 23:59 - 0:29 | 同時ネット |
| 中京広域圏     | 中京テレビ（CTV）         | 日本テレビ系列 | 2021年12月29日 23:59 - 0:29 | 同時ネット |
| 鳥取県・島根県 | 日本海テレビ（NKT）       | 日本テレビ系列 | 2021年12月29日 23:59 - 0:29 | 同時ネット |
| 広島県         | 広島テレビ（HTV）         | 日本テレビ系列 | 2021年12月29日 23:59 - 0:29 | 同時ネット |
| 山口県         | 山口放送（KRY）           | 日本テレビ系列 | 2021年12月29日 23:59 - 0:29 | 同時ネット |
| 香川県・岡山県 | 西日本放送（RNC）         | 日本テレビ系列 | 2021年12月29日 23:59 - 0:29 | 同時ネット |
| 福岡県         | 福岡放送（FBS）           | 日本テレビ系列 | 2021年12月29日 23:59 - 0:29 | 同時ネット |
| 熊本県         | くまもと県民テレビ（KKT） | 日本テレビ系列 | 2021年12月29日 23:59 - 0:29 | 同時ネット |
| 近畿広域圏     | 読売テレビ（ytv）         | 日本テレビ系列 | 2022年5月5日 10:25 - 10:55  | 遅れネット |

## スタッフ
- 企画・演出:渡辺春佳
- 構成:アリエシュンスケ
- ナレーション:鈴木もぐら（空気階段）、安村直樹、郡司恭子（日本テレビアナウンサー）
- TM:渡邊勇二
- SW:小林宏義
- カメラ:岩永雄允
- 音声:滝口祐造
- 調整:飯島友美
- 照明:栗山真純
- 美術:葛西剛太
- デザイン:熊崎真知子、高木智恵子
- グラフィック:津島美樹
- バーチャル:稲葉孝文、園田悠之佑
- 美術協力:日テレアート
- 技術協力:NiTRo、スタジオWELt
- 編集:佐藤弘一
- MA:丸山輝幸
- 音効:高取謙（ブルービート）
- 写真協力:Vemalossom、アフロ
- TK:竹島祐子
- デスク:難波亜矢
- リサーチ:高木美嘉
- ディレクター:藤山志歩、板倉裕樹/浅井康史、白川永梨
- プロデューサー:久道恵、佐藤友美/佐藤真澄
- チーフプロデューサー:江成真二
- 制作協力:日企
- 製作著作:日本テレビ